# Kila landskommun, Södermanland
Kila landskommun var en tidigare kommun i Södermanlands län.

## Administrativ historik
Landskommunen inrättades i Kila socken i Jönåkers härad i Södermanland när 1862 års kommunalförordningar trädde i kraft den 1 januari 1863 och upphörde vid kommunreformen 1952, då den gick upp i Jönåkers landskommun. Området tillhör sedan 1971 Nyköpings kommun.

## Politik

### Mandatfördelning i valen 1938-1946
| 16 | 3 | 1 | 1 |

| 21 |

| 15 | 5 |

| 19 |

| 14 | 6 |

| 20 |